# 우에무라 다카시 (언론인)
우에무라 다카시(일본어: 植村隆 うえむらたかし[*], 1958년 4월 28일 ~ )는 일본의 언론인이다. 1991년 위안부의 만행과 김학순의 증언을 기사에 게재하여 화제가 되었다.

## 생애
우에무라 다카시는 1958년 4월 28일 고치현 스사키시에서 태어났다. 토세다 고등학교를 졸업하고 와세다 대학 정치학과를 졸업하였으며 1982년 아사히 신문사에 입사했다. 센다이 지부와 지바 지부에서 근무하다 1987년 8월 대한민국 연세대학교로 유학을 떠났으며 1988년 8월에 다시 일본으로 돌아와 도쿄 본사에서 근무하다 1989년 11월부터 2년 5개월간 오사카 지부에서 근무했으며 다시 도쿄 본사로 돌아와 1993년 8월 테헤란과 베이징, 서울 특파원을 지냈다. 그는 서울 특파원을 지낸 시절 위안부에 관한 기사를 19개나 싣었다. 그러다 나중에 홋카이도 하코다테 지부장을 맡다 2014년 3월 아사히 신문사를 퇴직했다.

## 수상
- 2002년 일본신문협회상[4][5]
- 2008년 이시바시 단잔 기념 와세다 저널리즘 대상 (공공봉사 부문)[6][5]
- 2019년 이에요시상[7]

## 저서
- 《서울의 바람 속에서》(1991)
- 《만화 한국 현대사 코바우 아저씨의 50년》(2003)
- 《나는 날조 기자가 아니다》(2016)